# Pompus Fabrikkerne
Pompus Fabrikkerne blev startet af Bille Pedersen, kaldet Pompus-Peder. Den lå på Amager Landevej 171. Fabrikken lavede: Sportsvand (grøn), hindbærbrus (rød), citron, danskvand, appelsin, abrikos, grape, tonic og deres egen cola efter hemmelig opskrift.
Fabrikken blev solgt til Ceres i 1965 for 5 millioner.